# Blanquette de Limoux

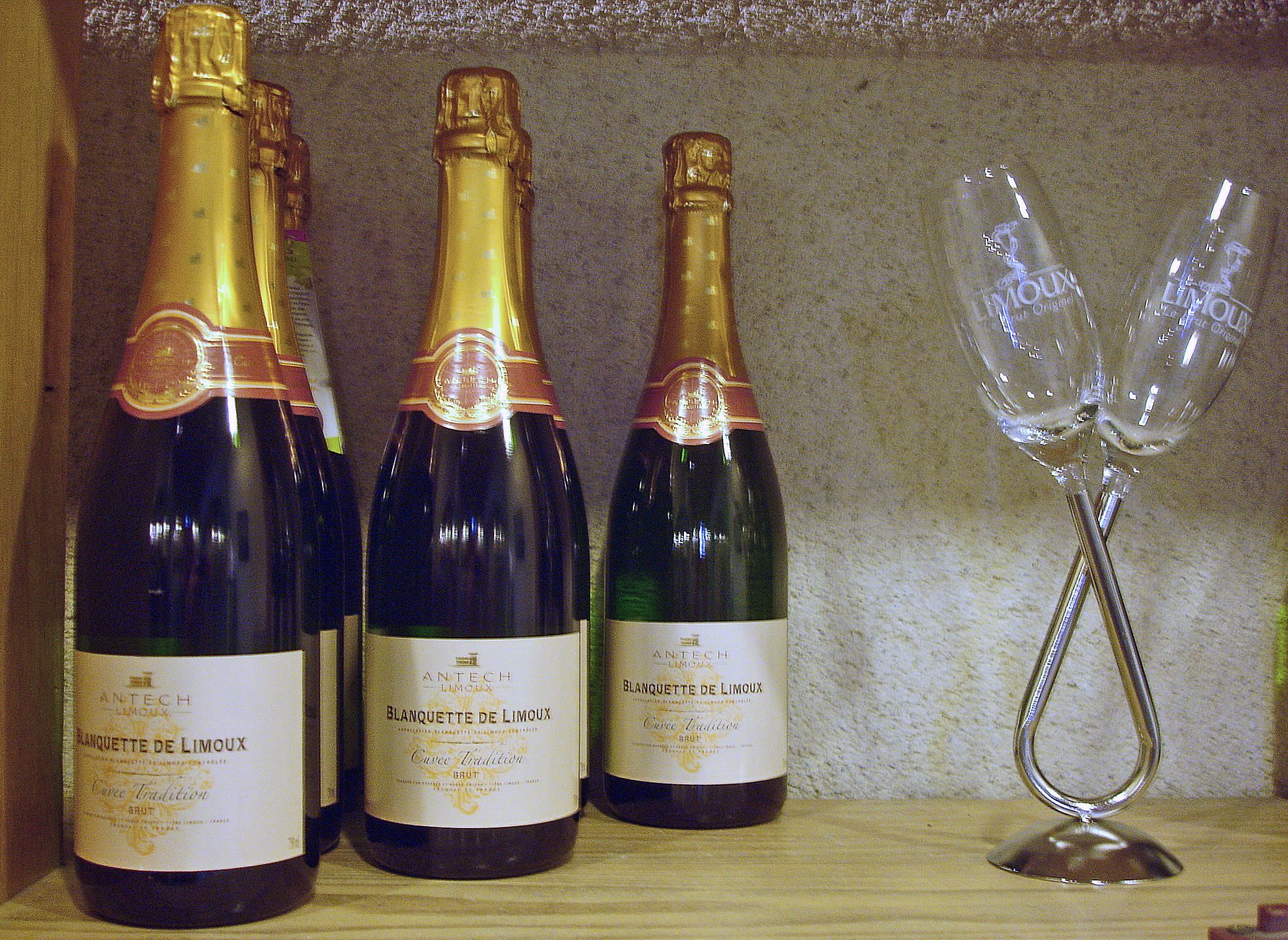
Botellas de blanquette de Limoux

El Blanquette de Limoux es un vino espumoso francés originario del Aude, con Appellation d'Origine Contrôlée (AOC) desde el 18 de febrero de 1938 por decreto, convirtiéndolo en el primero creado en el viñedo del Languedoc y uno de los primeros AOC de Francia. Existen dos variedades, el «blanquette de Limoux brute» y el «blanquette de Limoux método ancestral».
Está considerado el espumoso más antiguo del mundo, elaborado por primera vez en 1531 por los monjes de la abadía benedictina de Saint-Hilaire a partir de la transformación del vino blanco tradicional de la región que se elaboraba ya desde época de Tito Livio, que lo definió como «vinos de luz» blancos finos y afrutados. Diversos escritos certifican de la fabricación y la exportación de botellas de blanquette procedentes de la localidad de Saint-Hilaire, en el Aude.

## Uvas
El blanquette de Limoux se elabora a partir de tres variedades:
- La mauzac es mayoritaria. Se trata de la principal variedad de la región de Limoux, uva que está en declive en el resto del mundo, siendo el suroeste de Francia uno de los pocos lugares donde sigue teniendo una presencia significativa.
- La chardonnay,
- y la chenin blanc.

Para el blanquette de Limoux de método ancestral, sólo se utiliza la mauzac. Para la blanquette brute se usan las tres uvas, siendo el mauzac un 90% mientras que el crémant posee un 70% de mauzac y 30% de chardonnay.